# Église Saint-Dominique de Santiago du Chili

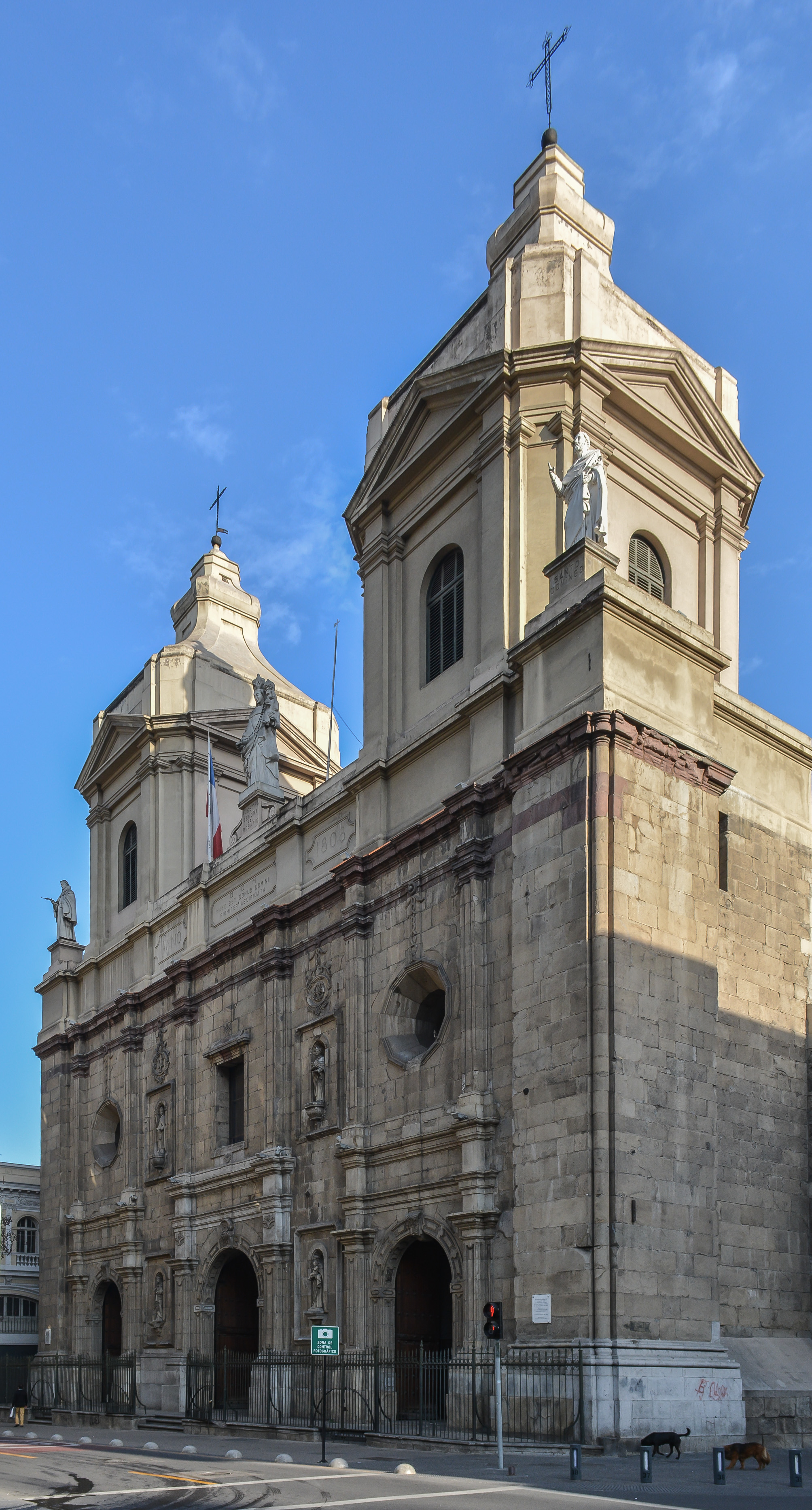
Façade de l'église.

L'église Saint-Dominique (iglesia de Santo Domingo) est une église catholique de Santiago du Chili, capitale du Chili. Elle est sise à l'intersection des rues Santo Domingo et 21 de Mayo dans le centre-ville. L'église est dédiée à la Vierge du Rosaire, mais elle est habituellement nommée Saint-Dominique, car elle a été fondée par les Dominicains. Elle est déclarée monument national du Chili dans la catégorie des monuments historiques par le décret suprême n°5058 du 6 juillet 1951.

## Histoire
Les Dominicains sont la troisième congrégation à s'installer au Chili, après les Mercédaires et les Franciscains. Ils ouvrent une maison en 1557 avec une chapelle dédiée à Notre-Dame du Rosaire construite en briques et chaux par Juan de Lepe et Antón Mallorquín, donnant sur la rue Paseo Puente. La chapelle est détruite par le tremblement de terre de 1575,. La deuxième église est bâtie en 1606 par Juan González en style colonial. Elle comporte trois nefs séparées par douze arcs de briques, un arc toral pour la chapelle majeure, des murs de pierre avec une voûte de bois ; elle est aussi détruite par un tremblement de terre, celui de 1647,. La troisième église, inaugurée en 1677, connaît le même sort en 1730,.
La quatrième église, celle d'aujourd'hui, est édifiée à partir de 1747 selon les plans de Juan de los Santos Vasconcellos, qui fait appel à des maîtres d'œuvre portugais. Elle est bénie en 1771, puis elle est complétée par l'architecte Joaquín Toesca entre 1795 et 1796,. Les tours de la façades sont élevées en 1808. En 1897, ses murs de pierre sont recouverts de plâtre, mais l'incendie de septembre 1963 endommage l'intérieur ; les travaux de restauration durent plusieurs années,.

## Description

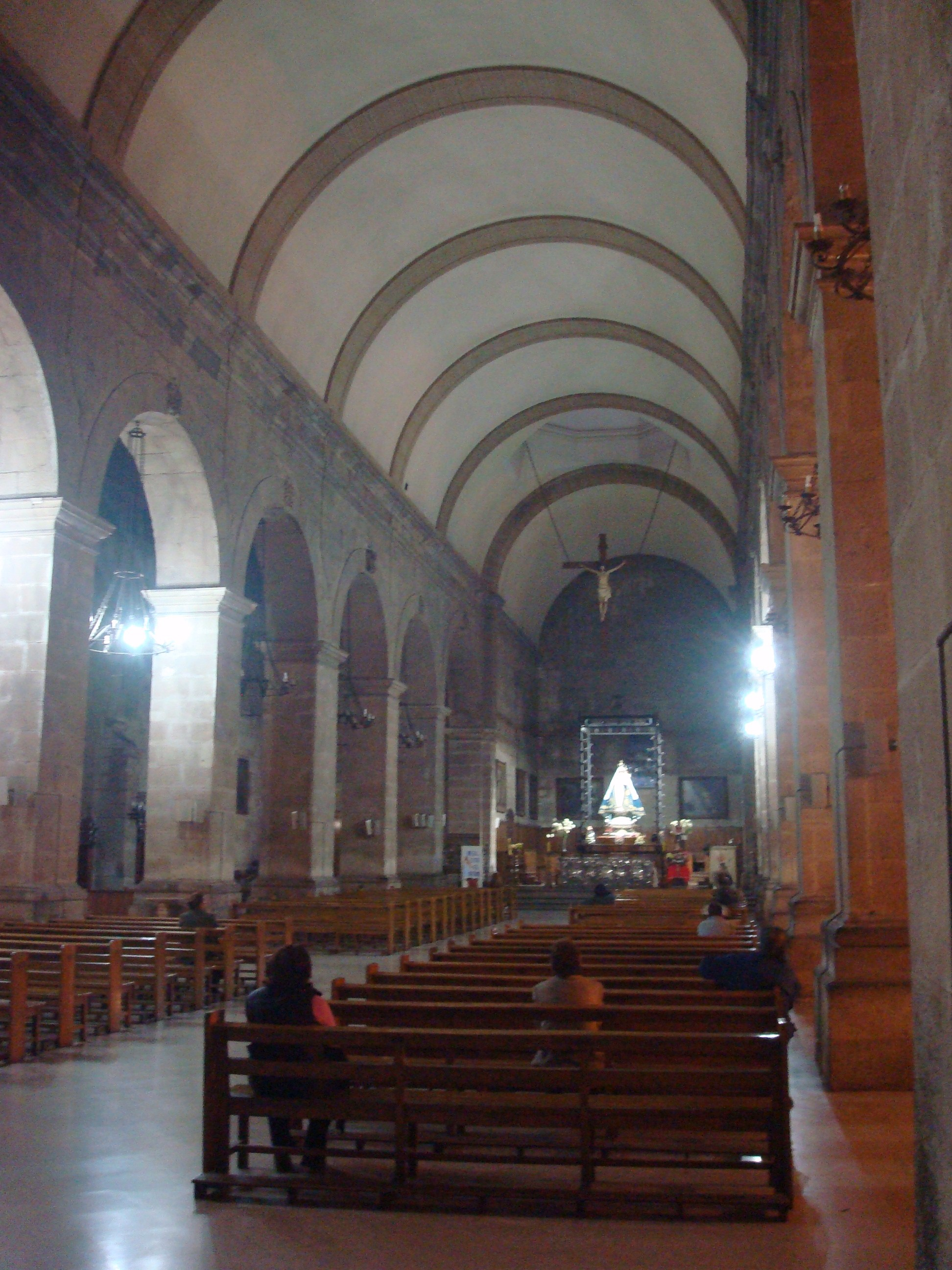
Intérieur.

L'église est de style néo-classique avec des réminiscences baroques. Elle est construite en pierres de Cerro Blanco,.

### Extérieur
La façade principale présente des moulures variées et des pilastres avec quatre sculptures dans des niches qui représentent les saints dominicains, saint Pie V, sainte Catherine de Sienne, saint Thomas d'Aquin et sainte Rose de Lima, avec l'inscription latine Hic est domus Domini firmiter aedificata. Anno Domini 1808. Trois autres statues sont présentes sur l'attique, au centre la Vierge du Rosaire et celles de saint François d'Assise et de saint Dominique de chaque côté. Toutes les statues de la façade principale sont l'œuvre du sculpteur italien Carlucci en 1878,,. Ses tours sont en briques avec du stuc et les trois portes comportent un arc au milieu. La façade présente trois ouvertures, une centrale en forme de rectangle et deux latérales en forme de dodécagone.
La façade latérale présente des ouvertures en arc et des contreforts.

### Intérieur
Le plan de l'église est basilical à trois nefs, la nef centrale étant la plus ample ; elle compte une abside et une croisée avec une voûte en berceau. Des piliers séparent la nef centrale. Les murs comportent des fenêtres évasées,. Dans la nef gauche, on remarque des statues de la Vierge du Carmel, de saint Martin de Porrès et à côté du maître-autel les statues de saint François, de sainte Rose de Lima et de saint Dominique. La nef droite montre la Crucifixion, saint Pancrace, sainte Thérèse des Andes et un autel dédié à l'Eucharistie à côté du maître-autel. La statue de Notre-Dame du Rosaire orne le maître-autel ; elle est connue aussi sous le nom de Vierge de Pompeya, avec une figure du Christ crucifié descendant du toit.